# Porphyrostachys
Porphyrostachys is een geslacht uit de orchideeënfamilie en de onderfamilie Orchidoideae.
Het geslacht telt twee soorten afkomstig uit de Zuid-Amerikaanse Andes die waarschijnlijk bestoven worden door kolibries.

## Naamgeving en etymologie
De botanische naam Porphyrostachys is een samenstelling van Oudgrieks πορφύρα, porphura (paars), en στάχυς, stachus (aar), naar de kleur van de bloemaar.

## Kenmerken
Porphyrostachys-soorten zijn forse terrestrische of lithofiele orchideeën die tot 80 cm hoog worden. Ze bezitten vlezige, spoelvormig verdikte, behaarde wortels en groene, gesteelde ovale bladeren in een bladrozet die bij de bloei reeds verwelken. De bloeiwijze is een rechtopstaande, onbehaarde maar met vliezige schutblaadjes bezette bloemstengel met een dichte eindstandige aar met talrijke, door groene schutblaadjes ondersteunde bloemen.
De in verhouding grote bloemen zijn niet-geresupineerd (de bloembloemlip wijst naar boven) en opvallen rood gekleurd. Het dorsale kelkblad is vrijstaand en teruggeslagen, de twee zijdelingse zijn aan de basis gefuseerd, asymmetrisch van vorm en eveneens teruggebogen of volledig teruggeslagen. De kroonblaadjes zijn lijnvormig en spiraalvormig opgedraaid. De lip is enigszins schelpvormig, hol, aan de basis sterk versmald, vergroeid met de voet van het gynostemium, en vormt samen met de laterale kelkbladen een buisvormige honingklier. Het gynostemium is langwerpig, slank, en fijn tot wrattig behaard, met een duidelijke voet. De stempel bestaat uit twee parallel lopende vlakken die elkaar onder het rostellum benaderen. Het rostellum tussen de stempel en de meeldraad is kort en rond, aan de randen ingesneden. De meeldraad is ovaal tot lancetvormig en draagt twee kegelvormige pollinia.
De kleur en de vorm van de bloemen deed Robert Dressler vermoeden dat de bestuiving plaatsvindt door kolibries.

## Habitat en verspreiding
Porphyrostachys-soorten komen vooral voor in de Zuid-Amerikaanse Andes in Ecuador en Peru. De soorten groeien voornamelijk in zonnige, droge en rotsige alpiene graslanden op hoogtes tussen 1.600 en 3.000 m.

## Taxonomie
Het geslacht telt twee soorten. De typesoort is Porphyrostachys pilifera.

### Soortenlijst
- Porphyrostachys parviflora (C.Schweinf.) Garay (1978)
- Porphyrostachys pilifera (Kunth) Rchb.f. (1854)